# Кретинизм
Кретини́зм (от фр. crétin «идиот, малоумный») — эндокринное заболевание, вызываемое недостатком гормонов щитовидной железы, характеризуется выраженным снижением функции щитовидной железы, задержкой физического и умственного развития.
Кретинизм — одна из форм врождённого гипотиреоза. Понимание термина в значении «слабоумный человек», согласно Фасмеру, идет от нем. Kretin с начала XIX века; аналогичный термин имеется во французском языке:  crétin. Эти слова происходят от лат. christiānus «христианин», так как «слабоумных считали угодными Богу существами» (ср. с рус. убогий). Тем не менее в психиатрической литературе и в настоящее время продолжают использоваться традиционные термины. Само слово «кретин» часто носит социальный (негативный) оттенок, став ругательством.

## Общие сведения
Тиреоидные гормоны стимулируют рост и дифференцировку тканей, а также рост и развитие организма, поэтому их дефицит в раннем (включая пренатальный период) возрасте может стать причиной отклонения как физического развития, так и центральной нервной системы. В основе гипотиреоидных состояний, сопровождающихся задержками в развитии, лежит дефицит йода и селена в воде и пище.

## Этиология, патогенез, эпидемиология
Кретинизм может возникнуть вследствие:
- нарушения эмбрионального развития щитовидной железы;
- гипоплазии щитовидной железы и атиреоза (отсутствия щитовидной железы);
- эктопии щитовидной железы;
- эндемического зоба, перенесённого матерью во время беременности.
- основная причина - дефицит йода и селена, необходимых для синтеза тиреоидных гормонов[4].

## Клинические проявления
Характерные признаки кретинизма:
- отставание физического развития,
- задержка роста и смены зубов, длительное незаращение родничков черепа,
- грубые черты лица (что обусловлено отёчностью мягких тканей): широкий плоский («квадратный») нос с западанием его спинки, далеко расставленные друг от друга глаза (глазной гипертелоризм),
- большой язык (часто он не вмещается во рту),
- непропорциональное строение тела: короткие конечности, большая голова,
- толстая и грубая кожа,

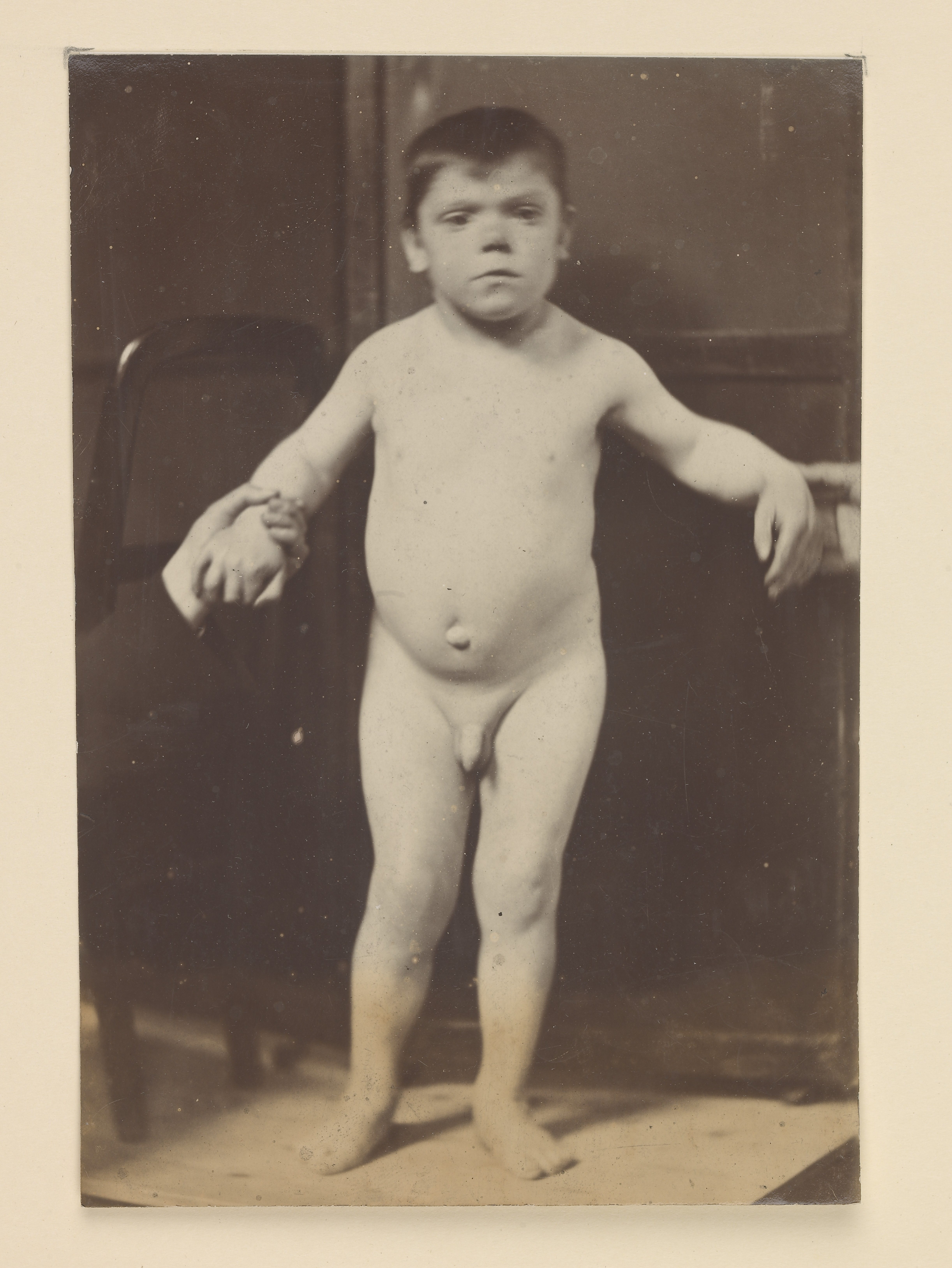

- недоразвитые вторичные половые признаки,
- нарушения психического и умственного развития (вплоть до идиотии),
- малый рост (нередко — карликовость)[5].

В тяжёлых случаях наблюдаются микседематозные отёки (микседематозный кретинизм).

## Лечение
На ранних этапах кретинизм полностью компенсируется приёмом препаратов щитовидной железы (тироксина).
Большую роль в раннем выявлении заболевания играет скрининг новорождённых детей, в частности, в России скрининг проводится всем родившимся детям на четвёртые сутки жизни (доношенным) и на седьмые сутки (недоношенным). Скрининг-система определяет уровень тиреотропного гормона в крови, этот показатель даёт представление о функции щитовидной железы и является ключевым при постановке диагноза. При выявлении повышенного уровня тиреотропного гормона ребёнку незамедлительно проводится ретестирование и назначается превентивное лечение препаратами тироксина.
Важно назначить лечение как можно раньше, чтобы избежать неблагоприятных последствий дефицита гормонов щитовидной железы. Дети, которым начато лечение до 21-го дня жизни, не отстают в развитии от здоровых сверстников. В запущенных случаях, когда скрининг проведён не был (домашние роды, ранняя выписка из родильного дома) и лечение не было вовремя назначено, дети отстают в развитии, имеют задержку речи и интеллекта. Характерными признаками врождённого гипотиреоза являются: сухость кожи, запоры, плохая прибавка в весе, вялость ребёнка.

## Профилактика
В географических регионах с низким содержанием йода в среде обитания (воде, воздухе и почве) — так называемой йодной эндемии — среди населения проводится массовая (методом всеобщего йодирования соли) или индивидуальная (приём таблетированных препаратов йода и селена) профилактика.